# Śniadanie u Tiffany’ego (film)
Śniadanie u Tiffany’ego (ang. Breakfast at Tiffany's) – amerykański melodramat z 1961 roku w reżyserii Blake’a Edwardsa. Podstawą scenariusza było opowiadanie Trumana Capote’a z 1958 roku pod tym samym tytułem. Główną rolę Holly Golightly zagrała w filmie Audrey Hepburn, a partnerował jej George Peppard.

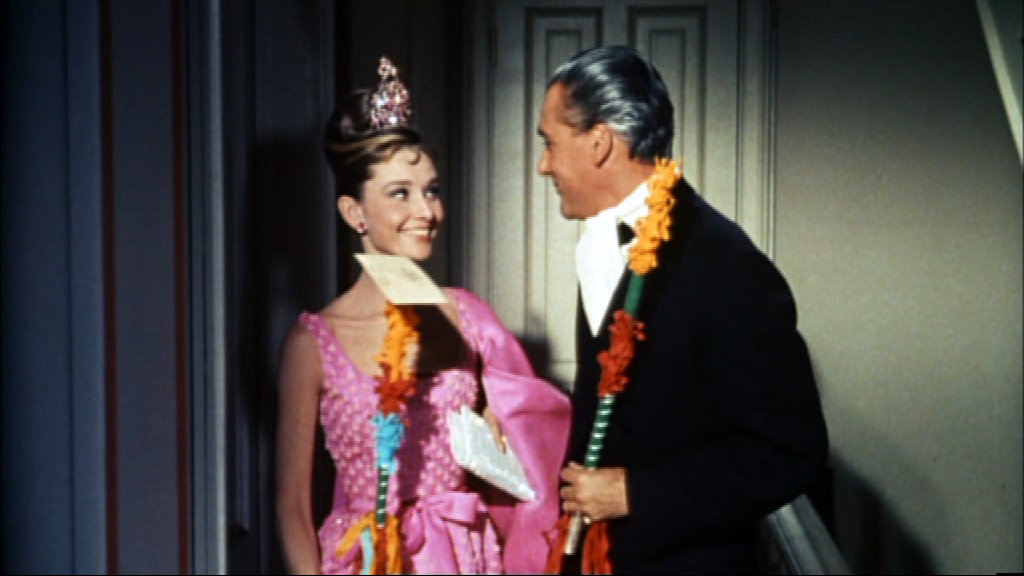
Scena z filmu

Twórca muzyki do filmu Henry Mancini otrzymał za niego dwa Oscary: za najlepszą muzykę i najlepszą piosenkę.

## Obsada
- Audrey Hepburn jako Holly Golightly / Lula Mae Barnes
- George Peppard jako Paul „Fred” Varjak
- Patricia Neal jako Emily Eustace „2E” Failenson
- Buddy Ebsen jako Doc Golightly
- Martin Balsam jako O.J. Berman
- Mickey Rooney jako pan Yunioshi
- Alan Reed jako Sally Tomato
- José Luis de Vilallonga as José da Silva Pereira
- Stanley Adams jako Rutherford „Rusty” Trawler
- Dorothy Whitney jako Mag Wildwood
- Claude Stroud jako Sid Arbuck
- Elvia Allman jako the bibliotekarka
- John McGiver jako sprzedawca
- Mel Blanc jako pijany znajomy Holly (głos)
- Beverly Powers jako the striptizerka
- Orangey jako bezimienny kot Holly Golightly

## Fabuła
Holly Golightly jest postrzeloną dziewczyną, której życie upływa na nieustannej zabawie na koszt bogatych adoratorów. Pewnego dnia piętro wyżej wprowadza się młody pisarz, który także jest utrzymankiem. Tę dwójkę zaczyna łączyć przyjaźń, która przerodzi się w głębsze uczucie. Oboje będą musieli zweryfikować swe dotychczasowe życie i zdecydować, czy są w stanie być razem.

## Nagrody i nominacje
Oscary za rok 1961
- Najlepsza muzyka w dramacie lub komedii – Henry Mancini
- Najlepsza piosenka – „Moon River”; muzyka: Henry Mancini, słowa: Johnny Mercer
- Najlepszy scenariusz adaptowany – George Axelrod (nominacja)
- Najlepsza scenografia i dekoracje wnętrz (film kolorowy) – Hal Pereira, Roland Anderson, Sam Comer, Ray Moyer (nominacja)
- Najlepsza aktorka pierwszoplanowa – Audrey Hepburn (nominacja)

Złote Globy 1961
- Najlepsza komedia lub musical (nominacja)
- Najlepsza aktorka w komedii lub musicalu – Audrey Hepburn (nominacja)

Nagroda Grammy w 1962
- Nagranie roku – „Moon River”; muzyka: Henry Mancini
- Piosenka roku – „Moon River”; muzyka: Henry Mancini, słowa: Johnny Mercer